# Ivan Craig
Ivan Craig (Walter Ivan Sackville Craig, sinh ngày 22 tháng 2 năm 1912 tại Edinburgh - mất ngày 7 tháng 3 năm 1995 tại Surrey) là diễn viên người Anh, con trai của Dr. Eric S. Craig và Dorothy Gertrude Meldrum.
Năm 1940, ông kết hôn với Lilian May Davies (một người mẫu thời trang, người sau này đã trở thành Công nương Lilian của Thụy Điển), tuy nhiên đến ngày 7 tháng 11 năm 1947 thì ly hôn.

## Những phim tham gia
- The Story of Robin Hood and His Merrie Men (1952) - Merry man.[3]

## TV work
- The Gay Cavalier (1957) - Major Mould.
- Ivanhoe (1958) - Lord Blackheath.